# Nazionale maschile di pallamano di Andorra
La nazionale di pallamano maschile di Andorra rappresenta l'Andorra nelle competizioni internazionali e la sua attività è gestita dalla Federazione andorrana di pallamano (Federacio Andorrana D'handbol).

## Competizioni principali
- 1936: non qualificata
- 1972: non qualificata
- 1976: non qualificata
- 1980: non qualificata
- 1984: non qualificata
- 1988: non qualificata
- 1992: non qualificata
- 1996: non qualificata
- 2000: non qualificata
- 2004: non qualificata
- 2008: non qualificata
- 2012: non qualificata
- 2016: non qualificata
- 2020: non qualificata
- 2024: non qualificata

- 1938: non qualificata
- 1954: non qualificata
- 1958: non qualificata
- 1961: non qualificata
- 1964: non qualificata
- 1967: non qualificata
- 1970: non qualificata
- 1974: non qualificata
- 1978: non qualificata
- 1982: non qualificata
- 1986: non qualificata
- 1990: non qualificata
- 1993: non qualificata
- 1995: non qualificata
- 1997: non qualificata
- 1999: non qualificata
- 2001: non qualificata
- 2003: non qualificata
- 2005: non qualificata
- 2007: non qualificata
- 2009: non qualificata
- 2011: non qualificata
- 2013: non qualificata
- 2015: non qualificata
- 2017: non qualificata
- 2019: non qualificata
- 2021: non qualificata
- 2023: non qualificata
- 2025: non qualificata

- 1994: non qualificata
- 1996: non qualificata
- 1998: non qualificata
- 2000: non qualificata
- 2002: non qualificata
- 2004: non qualificata
- 2006: non qualificata
- 2008: non qualificata
- 2010: non qualificata
- 2012: non qualificata
- 2014: non qualificata
- 2016: non qualificata
- 2018: non qualificata
- 2020: non qualificata
- 2022: non qualificata
- 2024: non qualificata